# Красноголовый, Владимир Иванович
Владимир Иванович Красноголовый (15 июня 1902, Александрия, Херсонская губерния — 29 августа 1975, Киев) — советский военачальник, участник Гражданской войны, Великой Отечественной войны, генерал-майор танковых войск (1945).

## Биография
Родился 15 июня 1902 года в городе Александрия Херсонской губернии (ныне в Кировоградской области Украины). Русский.
Член ВКП(б) с 1928 года.
Образование. Окончил 4 класса Александрийской гимназии (1917). Окончил полный курс кавалерийской школы им. Будённого (1927), КУВНС при Военную ордена Ленина академию бронетанковых и механизированных войск Красной Армии имени И. В. Сталина (1941).

### Служба в армии
В Русской императорской армии с февраля по октябрь 1917 года. В РККА добровольно с 1 мая 1919 года.
С 30 ноября 1919 года красноармеец 81-го кавалерийского полка 14-й кавалерийской дивизии 1-й конной армии.
С 15 февраля 1921 по 8 ноября 1923 года в запасе.
С ноября 1923 года красноармеец, командир отделения отд. кавалерийского эскадрона 45-й стрелковой дивизии.
С августа 1925 года по август 1927 года курсант Украинской кавалерийской школы им. Будённого.
С 19 августа 1927 года командир взвода отд. кавалерийского эскадрона 45-й стрелковой дивизии.
С декабря 1930 года командир взвода разведчиков 133-го стрелкового полка 45-й стрелковой дивизии.
С декабря 1931 года командир роты 27-го стрелково-пулеметного батальона 28-го УР.
С 25 июня 1932 года командир роты отд. танкового батальона 45-й стрелковой дивизии.
С 22 марта 1933 года командир роты школы младшего комсостава 45-й стрелковой дивизии.
С 31 октября 1933 года. командир роты единочальников школы младшего комсостава 45-й стрелковой дивизии.
25.01.1935 года назначен начальником штаба 1-го танкового батальона 133-й механизированной бригады 45-го мехкорпуса.
28.08.1937 года назначен командиром 1-го танкового батальона 133-й механизированной бригады 45-го мехкорпуса. 9 мая 1938 года бригада переименована в 4-ю легкотанковую бригаду, Красноголовый остался в прежней должности.
20.07.1940 года назначен командиром 31-го танкового полка 16-й танковой дивизии 2-го механизированного корпуса.

### В Великую Отечественную войну
С 4 августа по 21 сентября 1941 года находился в окружении, затем был взят в плен, бежал.
В сентябре 1941 года находился в резерве Юго-Западного фронта.
С 13 февраля 1942 года заместитель командира 13-й танковой бригады по строевой части.
С 7.06.1942 года — командир 3-й танковой бригады.
5.08.1943 года и. о. заместителя командующего 23-м танковым корпусом по строевой части.
15.12.1943 года утвержден в занимаемой должности.

### После войны
10 июня 1945 года 23-й танковый корпус был преобразован в 23-ю танковую дивизию, Красноголовый остался в прежней должности.
Со 2 апреля 1947 года заместитель начальника Котласского училища самоходной артиллерии.
С 10 июля 1947 года заместитель начальника Киевского Краснознамённого объединённого училища самоходной артиллерии им. М. В. Фрунзе.
Приказом МО СССР № 02290 от 22.06.1953 года уволен в запас по ст. 59 б.
Проживал в Киеве.
Умер 29 августа 1975 года. Похоронен в Киеве на Байковом кладбище.

## Награды
- Орден Ленина(06.11.1947)[5];
- Орден Красного Знамени, четырежды: (22.03.1943)[6], (03.10.1943)[6], (03.11.1944)[7], (20.04.1953)[8];
- Орден Суворова II степени(13.06.1944)[9];
- Орден Отечественной войны I степени(08.06.1945)[10];
- Медаль XX лет РККА, (1938)[3];
- Медаль «За оборону Сталинграда» (22.12.1942)[6];
- Медаль «В ознаменование 100-летия со дня рождения Владимира Ильича Ленина» (6 апреля 1970);
- Медаль «За победу над Германией в Великой Отечественной войне 1941-1945 гг.» , 9 мая

1945 года;
- Медаль «За взятие Вены» (09.06.1945)[12];
- Медаль «За взятие Будапешта» (09.06.1945)[13];
- Юбилейная медаль «Двадцать лет Победы в Великой Отечественной войне 1941—1945 гг.» (7 мая 1965[14]);
- Юбилейная медаль «30 лет Советской Армии и Флота»;
- Юбилейная медаль «40 лет Вооружённых Сил СССР»;
- Юбилейная медаль «50 лет Вооружённых Сил СССР»;

## Воинские звания
- капитан (Приказ НКО № 0045/к от 31.01.1936)[15],
- майор (Приказ НКО № 143/к от 20.02.1938),
- подполковник (Приказ НКО № 0535 от 23.06.1942),
- полковник (Приказ НКО № 0281 от 20.01.1943),
- генерал-майор танковых войск (Постановление СНК № 813 от 20.04.1945)[15]

## Память
- На могиле установлен надгробный памятник.
- Имя воина увековечено в Главном Храме Вооружённых сил России и на мемориале «Дорога памяти»[16].